# VK ORKA-RI Rijeka
Vaterpolo klub "ORKA-RI" (VK ORKA-RI; ORKA-RI; Orka-Ri; ORKA-RI Rijeka) je muški vaterpolski klub iz Rijeke, Primorsko-goranska županija. 

## O klubu
Klub je osnovan 2012. godine, a većina članova su bivši vaterpolisti "Primorja" iz Rijeke, "Opatije" (ranije "Kvarner") i "Jadrana" iz Kostrene. Klub nastupa na različitim amaterskim i veteranskim turnirima i natjecanjima, a od 2016. je član "VAL lige". 

## Vanjske poveznice
- vk-orka-ri.hr - službene stranice  Arhivirana inačica izvorne stranice od 7. studenoga 2018. (Wayback Machine)
- hrvaliga.wordpress.com, VAL liga - ekipe